# Mák

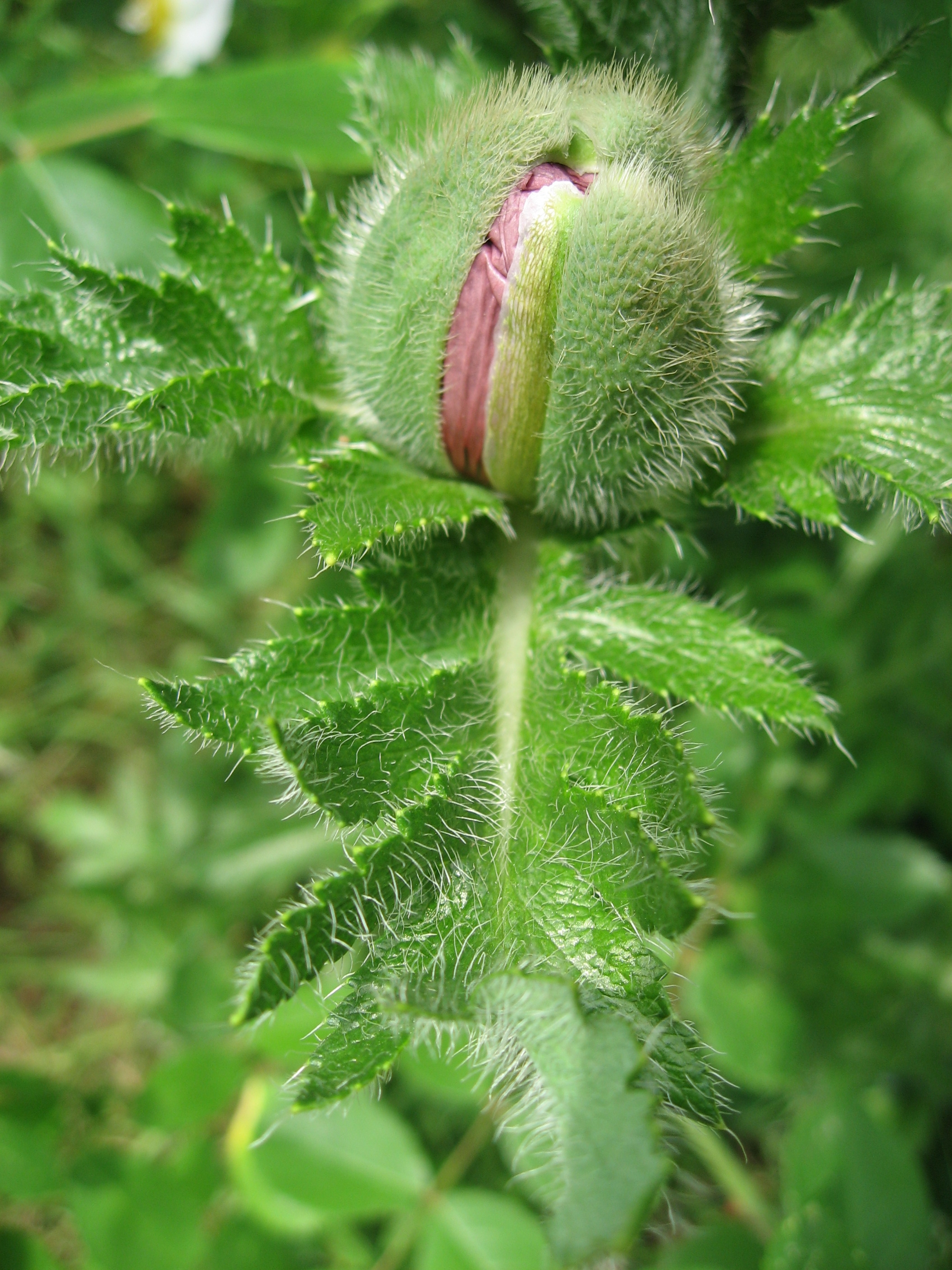
Keleti mák bimbója

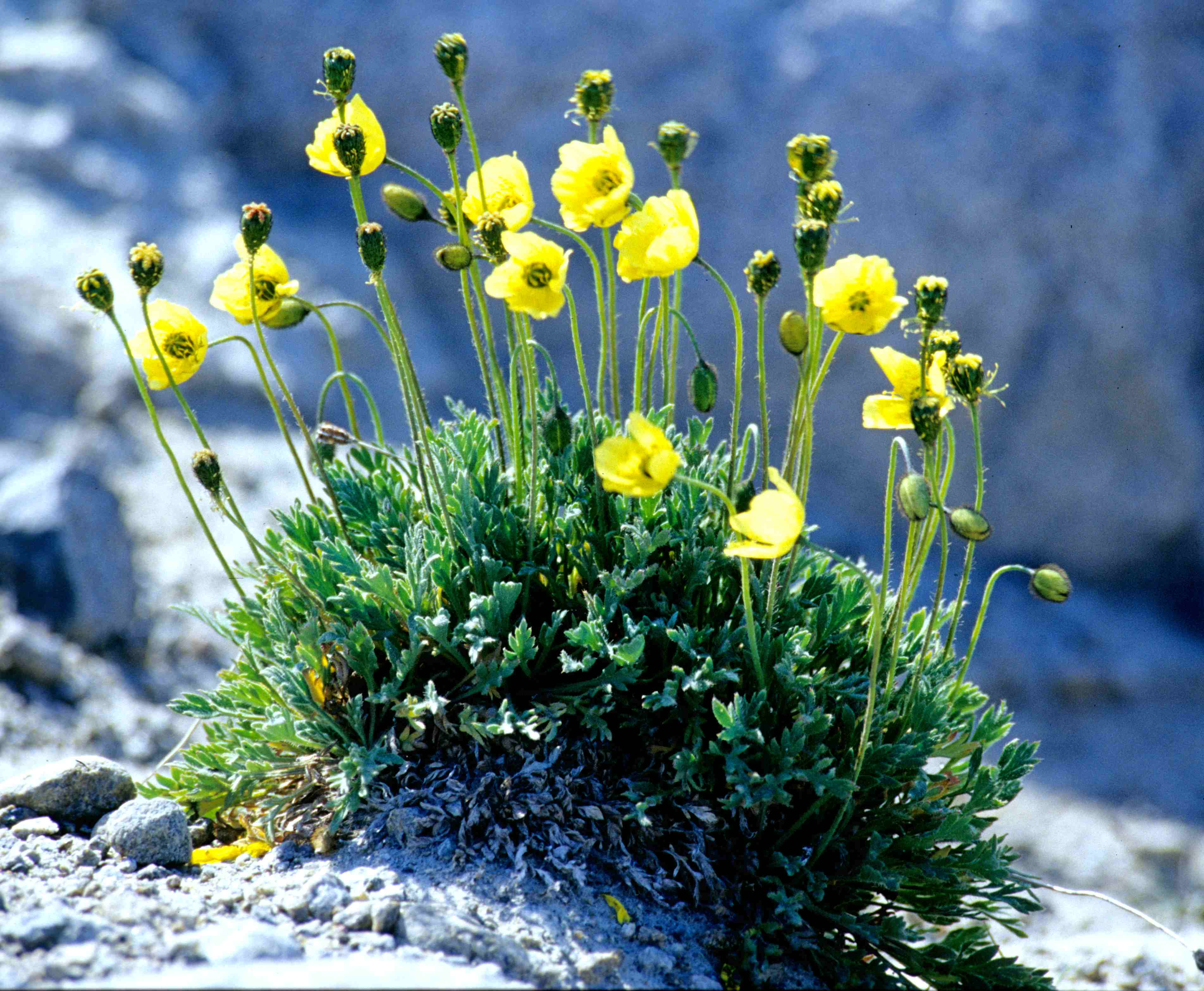
Sarki mák (Papaver radicatum)

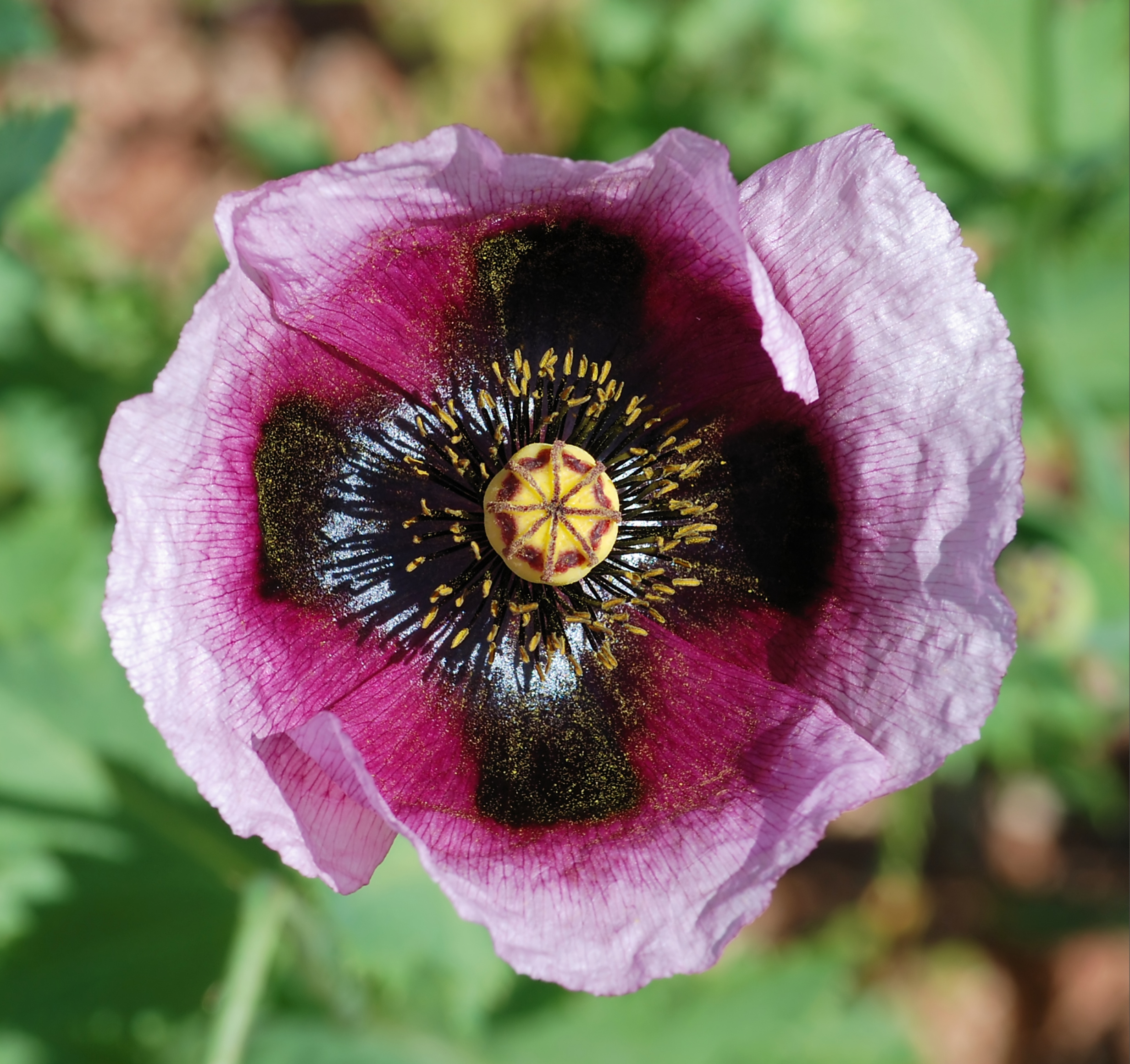
Sertés mák (Papaver setigerum) virága

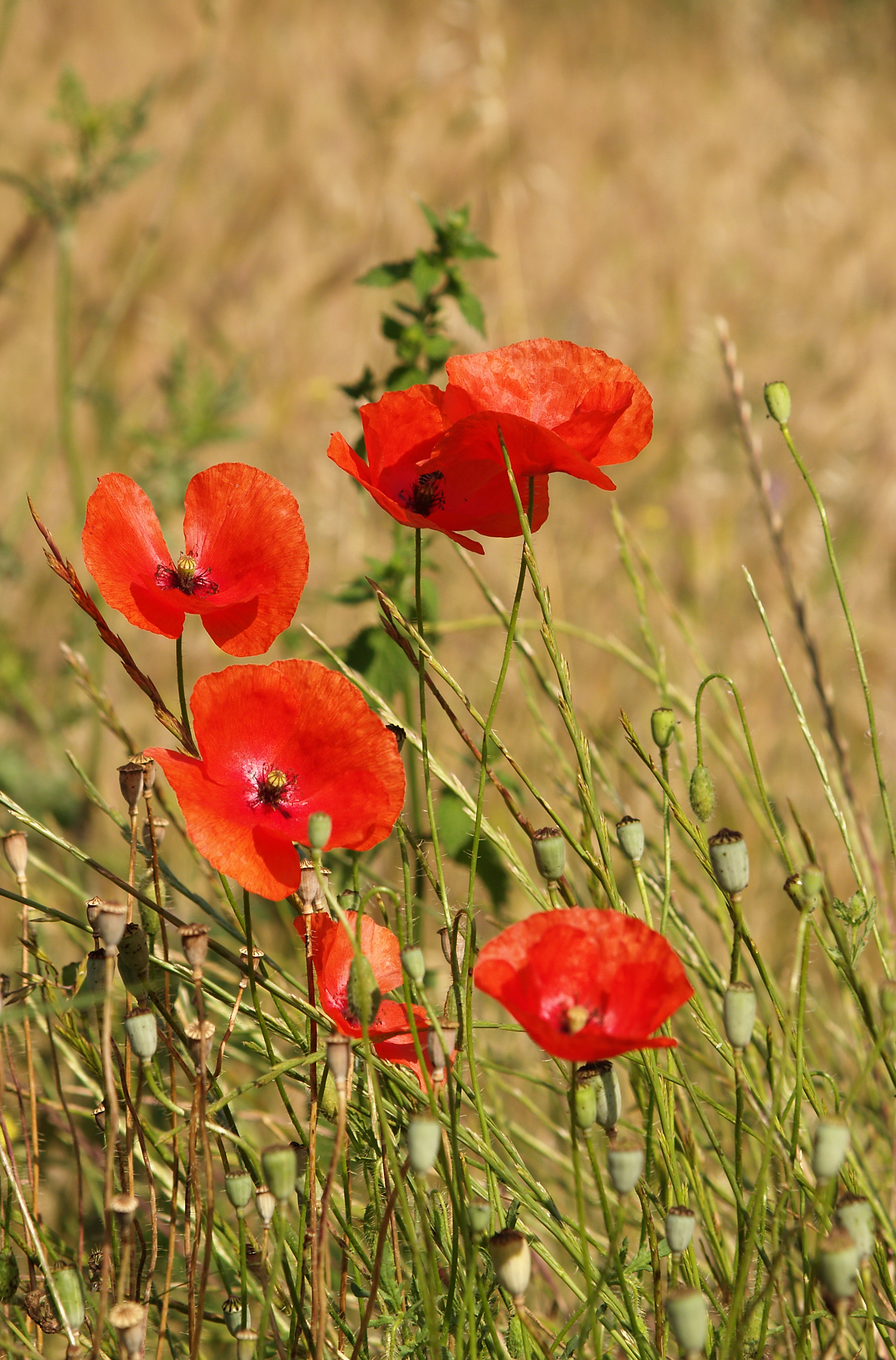
Pipacs (Papaver rhoeas)

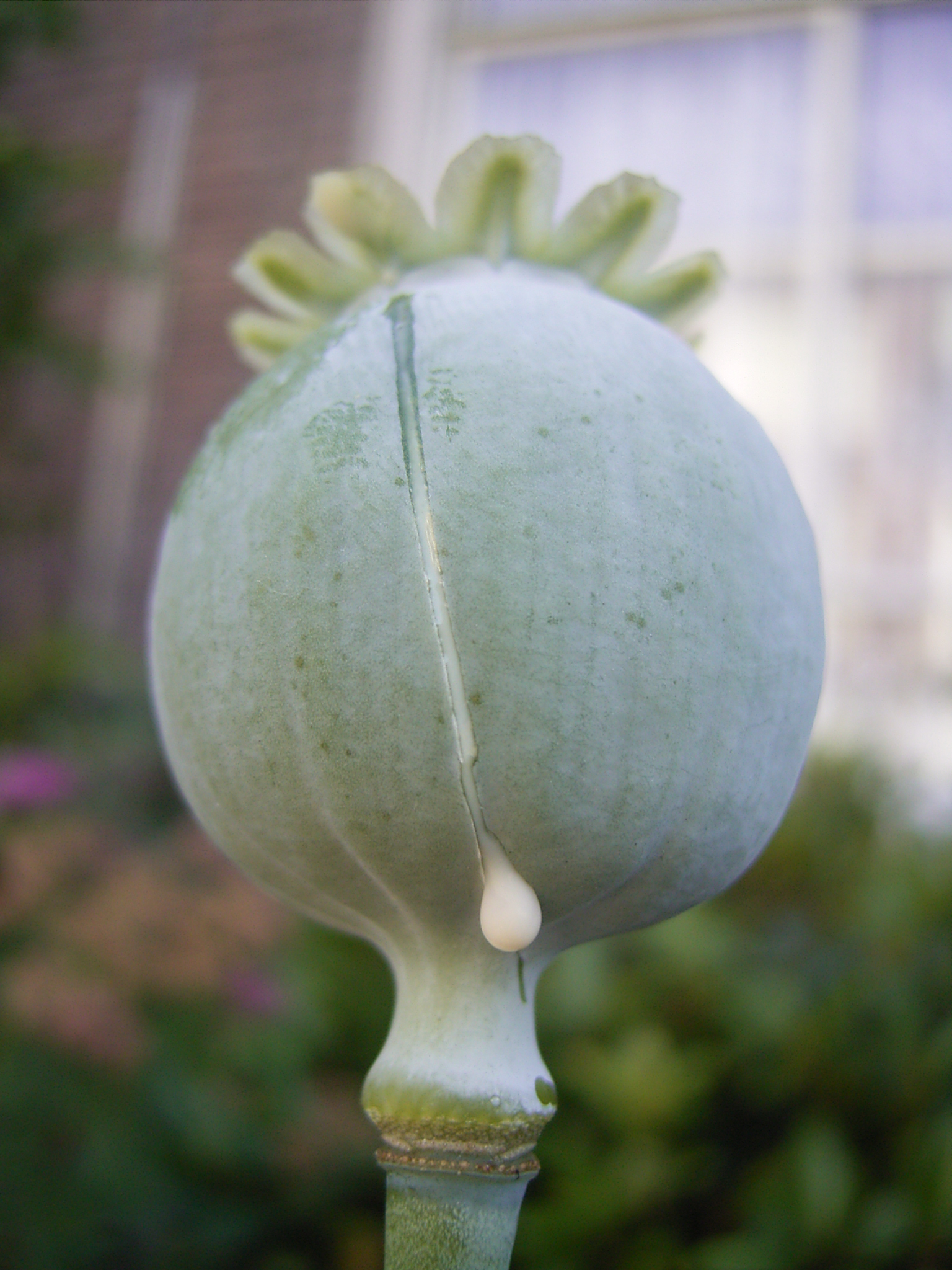
Kerti mák (Papver somniferum) gubója

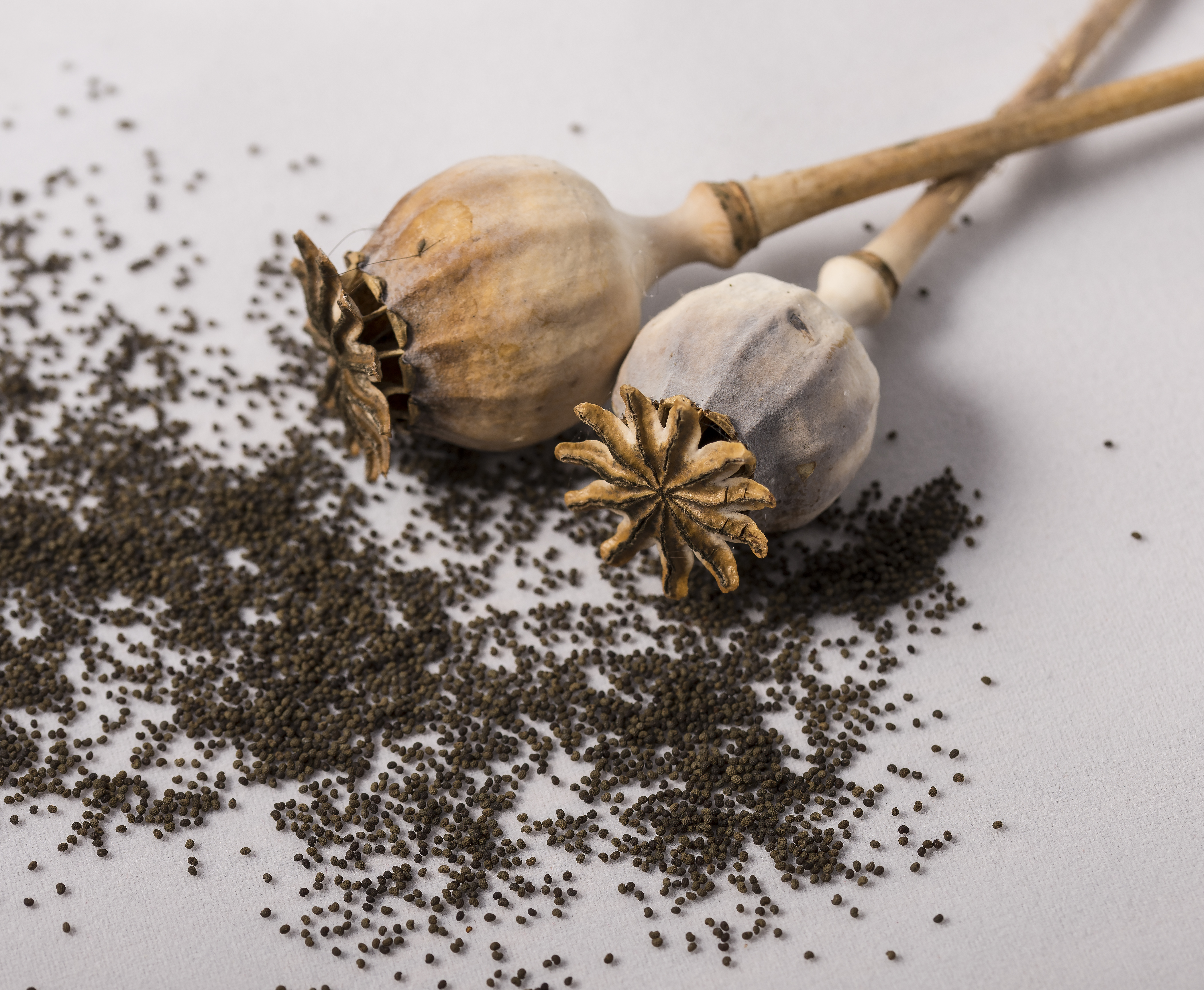
Érett mákgubók mákszemekkel

A mák (Papaver) a boglárkavirágúak (Ranunculales) rendjébe tartozó mákfélék (Papaveraceae) családjának névadó nemzetsége.

## Előfordulása, élőhelye
Fajai Eurázsia, Afrika és Észak-Amerika mérsékelt és hideg égövi területein honosak. Általában fagytűrők.

## Megjelenése, felépítése
A virágot két csészelevél borítja a bimbó kinyílása előtt. Virágzáskor a csészelevelek lehullnak. A pártát négy sziromlevél alkotja. A magház gubóterméssé fejlődik, amelyben sok apró mag található.

## Felhasználása
A nemzetség több faját (pipacs, alpesi mák, keleti mák, izlandi mák) dísznövénynek ültetik, bár az utóbbi időkben sokat veszítettek népszerűségükből. Egyes változatokat kimondottan kertészeti célokra nemesítettek ki.
A kerti mák (Papaver somniferum) fontos élelmiszernövény: népszerű, mákkal ízesített ételek például a pozsonyi kifli és a mákos guba. Gubója alkaloidákat tartalmaz (morfin, kodein, papaverin stb.); magasabb alkaloida-tartalmú fajtái adják az ópiumgyártás alapanyagát.
A népi gyógyászatban a mákolaj magas foszfortartalma elősegíti a kalcium felszívódását és a csontokba való beépülését.
A máknak magas a kalciumtartalma, sok E-, C-, és B-vitamin található meg benne. Emellett rengeteg cinket is tartalmaz, ami a növekedést és a fejlődést befolyásoló enzimek kofaktora, illetve az immunrendszer támogatásában is nagy szerepe van.

## Rendszerezése
A nemzetségbe az alábbi fajcsoportok, fajok és alfajok tartoznak
- Papaver sect. Argemonidium
  - Papaver argemone - szinonimája: Papaver argemonium, Roemeria argemone
    - Papaver argemone subsp. belangeri
    - Papaver argemone subsp. davisii
    - Papaver argemone subsp. meiklei
    - Papaver argemone subsp. minus
    - Papaver argemone subsp. nigrotinctum

  - Papaver hybridum - szinonimák: Papaver apulum var. micranthum, Papaver siculum
  - Papaver pavoninum
    - Papaver pavoninum subsp. ocellatum
    - Papaver pavoninum subsp. pavoninum
- Papaver sect. Carinatae
- Papaver sect. Californicum
  - Papaver californicum - szinonimája: Papaver lemmonii
- Papaver sect. Horrida
  - Papaver horridum
- Papaver sect. Macrantha
  - Papaver bracteatum - szinonimája: Calomecon bracteatum
  - keleti mák (Papaver orientale) - szinonimák: Papaver pseudoorientale, Calomecon orientale
  - Papaver pseudo-orientale
- Papaver sect. Meconidium
  - Papaver armeniacum
    - Papaver armeniacum subsp. armeniacum
    - Papaver armeniacum subsp. microstigmum
    - Papaver armeniacum subsp. pilgerianum

  - Papaver curviscapum
  - Papaver libanoticum
    - Papaver libanoticum subsp. libanoticum
    - Papaver libanoticum subsp. persicum
    - Papaver libanoticum subsp. polychaetum

  - Papaver persicum
    - Papaver persicum subsp. microcarpum
    - Papaver persicum subsp. persicum
    - Papaver persicum subsp. tauricolia

  - Papaver polychaetum
- Papaver sect. Meconella
  - Papaver alboroseum
  - alpesi mák (Papaver alpinum) - szinonimája: Papaver nudicaule var. pseudocorylatifolium
    - Papaver alpinum subsp. alpinum
    - Papaver alpinum subsp. kerneri
    - Papaver alpinum subsp. rhaeticum
    - Papaver alpinum subsp. sendtneri

  - Papaver angustifolium
  - Papaver calcareum
  - Papaver chionophilum
  - Papaver corona-sti-stephani
  - Papaver croceum
  - Papaver dahlianum
  - Papaver degenii
  - Papaver detritophilum
  - Papaver fauriei
  - Papaver gorodkovii
  - Papaver hypsipetes
  - Papaver julicum
  - Papaver laestadianum - lehet, hogy a Papaver radicatum szinonimája
  - Papaver lapeyrousianum
  - lappföldi mák (Papaver lapponicum) - szinonimák: Papaver hultenii, Papaver hultenii var. salmonicolor, Papaver radicatum ssp. lapponicum
    - Papaver lapponicum subsp. dasycarpum
    - Papaver lapponicum subsp. jugoricum
    - Papaver lapponicum subsp. lapponicum
    - Papaver lapponicum subsp. orientale

  - Papaver lisae
  - Papaver lujaurense
  - Papaver macounii
    - Papaver macounii subsp. discolor - szinonimák: Papaver keelei, Papaver macounii var. discolor, Papaver scammanianum
    - Papaver macounii subsp. macounii - szinonimája: Papaver alaskanum var. macranthum

  - Papaver mcconnellii - szinonimája: Papaver denalii
  - Papaver microcarpum
    - Papaver microcarpum subsp. czekanowskii
    - Papaver microcarpum subsp. microcarpum
    - Papaver microcarpum subsp. ochotense

  - Papaver miyabeanum
  - Papaver multiradiatum
  - Papaver x murbeckii
  - izlandi mák (Papaver nudicaule)
    - Papaver nudicaule subsp. americanum
    - Papaver nudicaule subsp. insulare
    - Papaver nudicaule subsp. nudicaule

  - Papaver pulvinatum
  - Papaver pygmaeum - szinonimája: Papaver radicatum var. pygmaeum
  - sarki mák (Papaver radicatum)
    - Papaver radicatum subsp. alaskanum - szinonimája: Papaver alaskanum
    - Papaver radicatum subsp. gjaerevollii
    - Papaver radicatum subsp. kluanense - szinonimák: Papaver freedmanianum, Papaver kluanense, Papaver nudicaule var. coloradense, Papaver nudicaule var. columbianum
    - Papaver radicatum subsp. oeksendalense
    - Papaver radicatum subsp. ovatilobum
    - Papaver radicatum subsp. radicatum - szinonimák: Papaver freedmanianum, Papaver kluanense, Papaver lapponicum ssp. occidentale, Papaver lapponicum ssp. porsildii, Papaver nigroflavum, Papaver nudicaule var. radicatum, Papaver radicatum ssp. occidentale, Papaver radicatum ssp. porsildii
    - Papaver radicatum subsp. relictum
    - Papaver radicatum subsp. steindorssonianum

  - Papaver rubro-aurantiacum
  - Papaver tatricum
  - Papaver uschalkovii
  - Papaver variegatum
  - Papaver walpolei - szinonimája: Papaver walpolei var. sulphureomaculatum
- Papaver sect. Papaver
  - Papaver decaisnei
    - Papaver decaisnei var. decaisnei
    - Papaver decaisnei var. patulum
    - Papaver decaisnei var. setosum

  - Papaver glaucum
  - Papaver gracile
  - kerti mák (Papaver somniferum) - szinonimája: Papaver somniferum var. setigerum
    - Papaver somniferum subsp. setigerum
    - Papaver somniferum subsp. somniferum
- Papaver sect. Pilosa - szinonimája: Papaver sect. Pseudopilosa
  - Papaver atlanticum
    - Papaver atlanticum subsp. atlanticum
    - Papaver atlanticum subsp. mesatlanticum

  - Papaver lateritium
  - Papaver oreophilum
  - Papaver pilosum
    - Papaver pilosum subsp. glabrisepalum
    - Papaver pilosum subsp. pilosum
    - Papaver pilosum subsp. sparsipilosum
    - Papaver pilosum subsp. spicatum
    - Papaver pilosum subsp. strictum

  - Papaver rupifragum
- Papaver sect. Rhoeadium
  - Papaver arachnoideum
  - Papaver arenarium
  - Papaver clavatum
  - Papaver commutatum
  - bujdosó mák (Papaver dubium)
    - Papaver dubium subsp. austromoravicum
    - Papaver dubium subsp. confine
    - Papaver dubium subsp. dubium
    - Papaver dubium subsp. erosum
    - Papaver dubium subsp. glabrum
    - Papaver dubium subsp. laevigatum
    - Papaver dubium subsp. lecoquii
    - Papaver dubium subsp. stevenianum

  - Papaver humile
  - Papaver maschukense
  - Papaver pinnatifidum
  - Papaver x propinquum
  - Papaver purpureamarginatum
  - pipacs vagy vadmák (Papaver rhoeas)
  - Papaver stipitatum
  - Papaver stylatum
  - Papaver umbonatum
- Incertae sedis:
  - Papaver bivalve
    - Papaver bivalve subsp. bivalve
    - Papaver bivalve subsp. hybridum

  - Papaver x feddeanum
  - Papaver x godronii
  - Papaver gorgoneum
  - Papaver heterophyllum
  - Papaver kluanense
  - Papaver x kobayashii
  - Papaver refractum
    - Papaver refractum subsp. occidentale
    - Papaver refractum subsp. refractum

  - sertés mák (Papaver setigerum)
  - Papaver x strigosum
  - Papaver x trilobum

## Mák termesztése Magyarországon
A mák fontos élelmiszer- és gyógynövénynek számít Magyarországon, azonban szigorúan szabályozott a termesztése. Saját részre 499 m²-ig termelhető alacsony ópium tartalmú mák, melynek ópium tartalma nem haladja meg a 0,06%-ot. 500 m² felett és 0,06%-ot meghaladó ópium tartalmú fajta esetén (ipari mák), mindenki köteles bejelenteni és engedélyt kérelmezni a termesztéséhez a magyar Országos Gyógyszerészeti és Élelmezés-egészségügyi Intézettől (OGYÉI). Élelmezési és díszítő mák célú értékesítés esetén a NÉBIH-től is.